# Trix Records
Trix Records ist eine Schallplattenfirma, die 1972 von Peter B. Lowry gegründet wurde und etwa zehn Jahre bestand. Der Schwerpunkt der Veröffentlichungen lag auf Piedmont Blues, der Musik der südöstlichen Bundesstaaten der USA.

## Künstler
Zu den Künstlern, die auf Trix Records veröffentlichten, zählten unter anderen Eddie Kirkland, Peg Leg Sam, Frank Edwards, Henry Johnson, Willie Trice, Guitar Shorty (John Henry Fortescue), Robert Lockwood junior., Pernell Charity, Tarheel Slim, Roy Dunn, Homesick James, Big Chief Ellis, and Honeyboy Edwards, Baby Tate, Boogie Woogie Red, Chuck Smith, Emmett Lee Brooks, Carben Givens aka "Lamp", "Little Dickie" Rogers, Charlie Price und James Barnes.

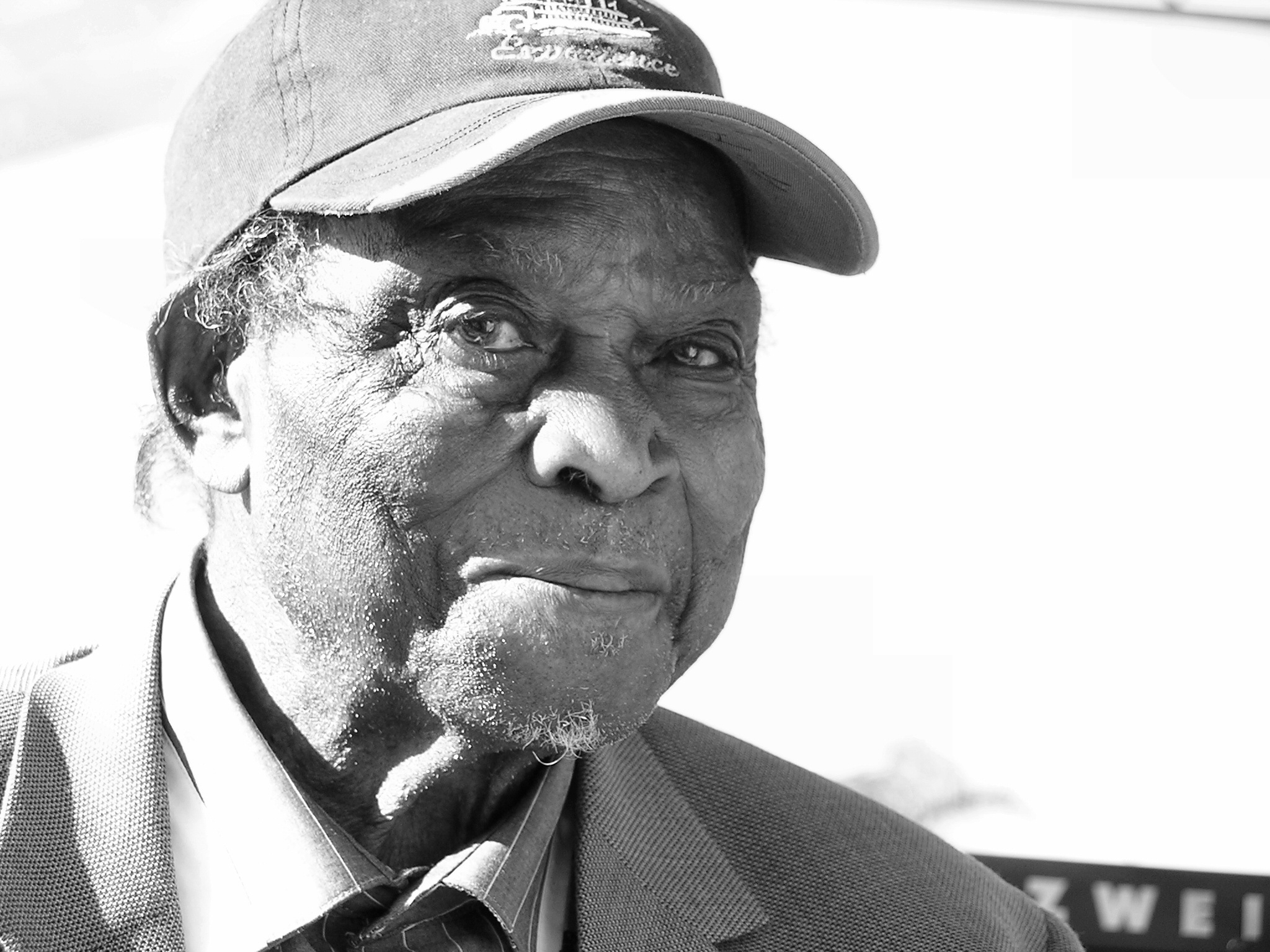
Honeyboy Edwards (2005)
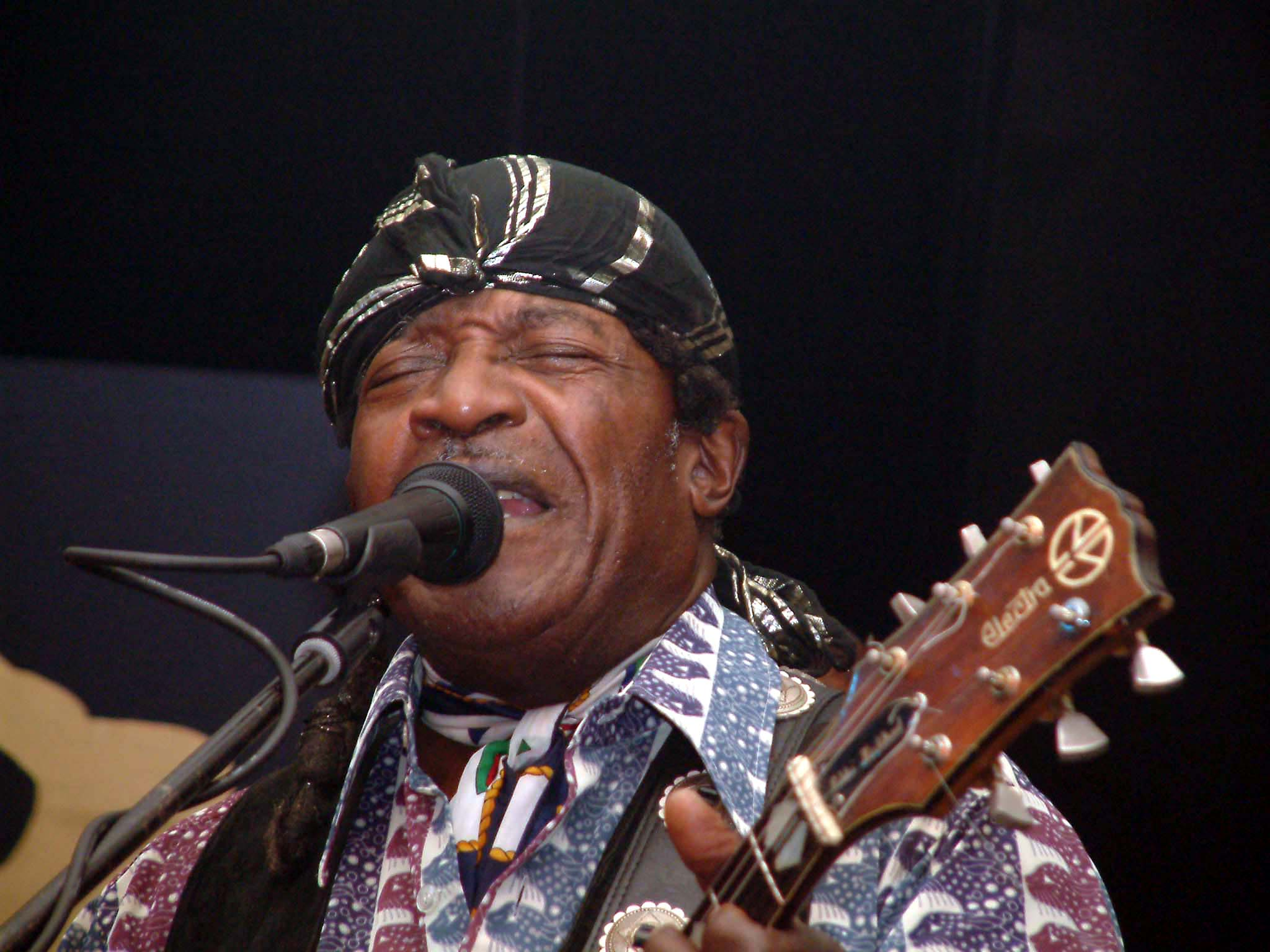
Eddie Kirkland
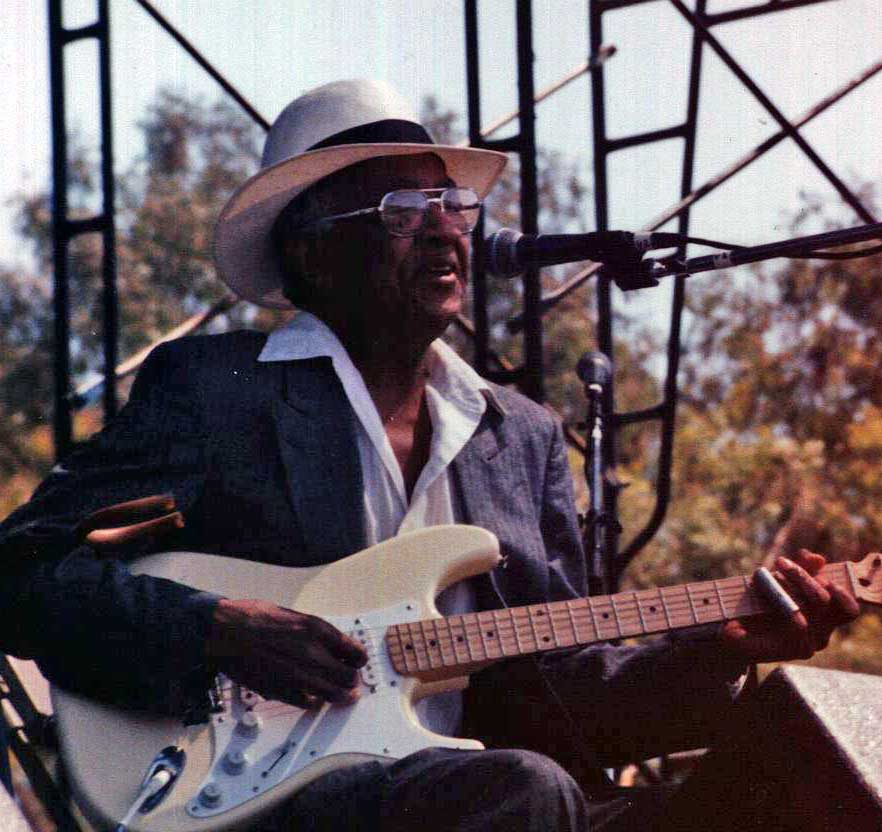
Homesick James
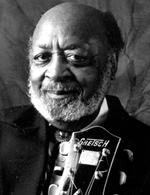
Robert jr. Lockwood

Der LP-Katalog wurde an 32 Jazz Records und später von ihnen an Savoy Jazz(JVC) verkauft.

## Weblink
- Illustrierte Diskographie Trix Records